# Siltzheim
Siltzheim – miejscowość i gmina we Francji, w regionie Grand Est, w departamencie Dolny Ren.
Według danych na rok 1990 gminę zamieszkiwało 551 osób, a gęstość zaludnienia wynosiła 79 osób/km² (wśród 903 gmin Alzacji Siltzheim plasuje się na 437. miejscu pod względem liczby ludności, natomiast pod względem powierzchni na miejscu 377.).